# Parafia Wniebowzięcia Najświętszej Maryi Panny w Żarach
Parafia Wniebowzięcia Najświętszej Maryi Panny w Żarach – jedna z pięciu parafii rzymskokatolickich w mieście Żary, należąca do dekanatu Żary diecezji zielonogórsko-gorzowskiej, metropolii szczecińsko-kamieńskiej w Polsce, erygowana w XIII wieku.